# Alexis Chávez
Alexis Sebastián Chávez (18 de julio de 2002) es un deportista argentino que compite en atletismo adaptado. Ganó tres medallas en los Juegos Paralímpicos de Verano, en los años 2020 y 2024.

## Palmarés internacional
| Juegos Paralímpicos | Juegos Paralímpicos | Juegos Paralímpicos | Juegos Paralímpicos |
| Año                 | Lugar               | Medalla             | Prueba              |
| ------------------- | ------------------- | ------------------- | ------------------- |
| 2020                | Tokio (Japón)       | Medalla de bronce   | 100 m T36           |
| 2024                | París (Francia)     | Medalla de plata    | 100 m T36           |
| 2024                | París (Francia)     | Medalla de bronce   | 400 m T36           |